# Таналык (археологический памятник)
Таналык — археологический памятник бронзового века. Датируется 15—14 веком до нашей эры. Находится в 1,5 км к северо-востоку от деревни Хворостянское Хайбуллинского района Башкортостана, на мысе коренной террасы левого берега реки Таналык.
Открыт в 1995 году Г. Н. Гарустовичем и А. Ф. Яминовым, исследован совместной экспедицией ИИЯЛ, БГУ (ныне Уфимский университет науки и технологий), БГПИ, СГПИ и Национального музея Республики Башкортостан (под руководством Н. А. Мажитова).

## Находки
Вскрыто около 6,5 тыс. м². На поселении обнаружено около 10 жилищ каркасно-столбовой конструкции, очаги, колодцы, хозяйственные ямы.
Керамика представлена фрагментами сосудов алакульской культуры, срубной культуры (без орнамента или украшенные овальными вдавлениями, насечками, выполненными гладким или гребенчатым штампом), абашевской культуры, черкаскульской культуры.
В северной и восточной части памятника обнаружено 5 захоронений. Найдены изделия из кости (наконечники стрел, проколки, лощила), камня (песты, зернотёрки, булавы и др.), следы обработки металла (куски руды, шлаки, каменные молоты, наковальни, тёрочные плиты), кости животных.
Материалы памятника хранятся в Национальном музее Республики Башкортостан.